# 法尔肯贝格 (萨克森-安哈尔特州)
法尔肯贝格（德語：Falkenberg，發音：[ˈfalkŋ̍ˌbɛʁk] ⓘ）是德国萨克森-安哈尔特州施滕达尔县曾经的一个市镇，面积15.31平方千米，2023年12月31日人口为210人。2010年1月1日，法尔肯贝格与另外3个市镇合并为新市镇阿尔特梅基舍维舍。